# Інтегральна формула Пуассона
Інтегра́льна формула Пуассо́на
Нехай для гармонічної в кулі функції u(r, φ) поставлена умова рівності на границі функції u0: u(R, φ) = u0(φ), при цьому функції належать наступним класам гладкості: {\displaystyle u(r,\varphi )\in C^{2}(D)\cap C({\overline {D}}),\ u_{0}(\varphi )\in C^{1}(\partial D)}, де ∂D — границя кулі D, а {\displaystyle {\overline {D}}} — його замикання. Тоді розв'язок такої задачі Діріхле можна представити через інтеграл Пуассона:
{\displaystyle u(r,\varphi )={\frac {R^{2}-r^{2}}{\omega _{n}R}}\int \limits _{\partial D}{\frac {u_{0}(\psi )}{|r-\psi |^{n}}}\,dS(\psi ),\ r\in [0;R),}
где ωn — площа одиничної сфери, а n — розмірність простору.

## Для двовимірного простору
Нехай функція f(z) є голоморфною у деякій області, що містить замкнутий круг радіуса R з центром у початку координат. Нехай K позначає відовідне коло. Для довільної точки {\displaystyle z=re^{i\varphi }}, що лежить всередині круга, згідно формули Коші:
{\displaystyle f(z)={\frac {1}{2\pi i}}\int \limits _{K}{\frac {f(w)}{w-z}}\,dw={\frac {1}{2\pi }}\int \limits _{0}^{2\pi }f(Re^{i\psi }){\frac {Re^{i\psi }}{Re^{i\psi }-re^{i\varphi }}}\,d\psi }, (1)
Нехай {\displaystyle z^{*}} одержується із {\displaystyle z} за допомогою інверсії відносно кола K тобто {\displaystyle z^{*}={\frac {R^{2}}{\bar {z}}}={\frac {R^{2}}{r}}e^{i\psi }}. Оскільки точка {\displaystyle z^{*}} не належить K то функція {\displaystyle {\frac {f(w)}{w-z^{*}}}} буде аналітичною всередині і на границі кола К, а тому за теоремою Коші маємо: 
{\displaystyle 0={\frac {1}{2\pi i}}\int \limits _{K}{\frac {f(w)}{w-z^{*}}}\,dw={\frac {1}{2\pi }}\int \limits _{0}^{2\pi }f(Re^{i\psi }){\frac {re^{i\psi }}{re^{i\psi }-Re^{i\varphi }}}\,d\psi }, (2)
Віднімаємо від (1) рівність (2):
{\displaystyle f(z)={\frac {1}{2\pi }}\int \limits _{0}^{2\pi }f(Re^{i\psi })\left({\frac {Re^{i\psi }}{Re^{i\psi }-re^{i\varphi }}}-{\frac {re^{i\psi }}{re^{i\psi }-Re^{i\varphi }}}\right)d\psi }. (3')
Після зведення до спільного знаменника, скорочення і поділу чисельника і знаменника на {\displaystyle -e^{i(\psi +\varphi )}}
{\displaystyle {\frac {Re^{i\psi }}{Re^{i\psi }-re^{i\varphi }}}-{\frac {re^{i\psi }}{re^{i\psi }-Re^{i\varphi }}}={\frac {(r^{2}-R^{2})e^{i(\psi +\varphi )}}{(-R^{2}-r^{2})e^{i(\psi +\varphi )}+Rr(e^{2i\psi }+e^{2i\varphi })}}={\frac {R^{2}-r^{2}}{R^{2}+r^{2}-Rr(e^{i(\psi -\varphi )}+e^{i(\varphi -\psi )})}}.}
Враховуючи тригонометричну тотожність {\displaystyle \cos \theta ={\frac {e^{i\theta }+e^{-i\theta }}{2}}\,}остаточно (3') можна записати як
{\displaystyle f(z)=u+vi={\frac {1}{2\pi }}\int \limits _{0}^{2\pi }f(Re^{i\psi }){\frac {R^{2}-r^{2}}{R^{2}-2Rr\cos(\varphi -\psi )+r^{2}}}d\psi }
Порівнюючи дійсні значення у лівій і правій частині рівності, отримаємо формулу:
{\displaystyle u(r,\varphi )={\frac {1}{2\pi }}\int \limits _{0}^{2\pi }U(R,\psi ){\frac {R^{2}-r^{2}}{R^{2}-2Rr\cos(\varphi -\psi )+r^{2}}}d\psi }, (3)
яка носить назву інтегральної формула Пуассона. Оскільки кожна гармонічна функція U може бути розглянута як дійсна частина аналітичної функції, то за допомогою цієї формули виражається значення будь-якої гармонійної функції усередині кола через її граничні значення.
Зауважимо ще, що ми отримаємо з формули (3) часткові похідні функції U відносно r і {\displaystyle \psi } (або х і у) для внутрішньої точки кола, якщо продиференціюємо вираз, що стоїть під знаком інтеграла.
Формула (3) Пуассона найпростіший вигляд має при r=0:
{\displaystyle U(0)={\frac {1}{2\pi }}\int \limits _{0}^{2\pi }U(R,\psi )d\psi }
тобто значення гармонічної функції у центрі кола дорівнює середньому арифметичному її значень на 
межі цього кола.